# Pietro I Candiano
Pietro I Candiano var doge av Venedig under en kort period år 887.
Pietro drog ut på krigståg mot narentinerna i Kroatien så fort han blivit vald till doge. Han anföll narentinerna med tolv galärer och sänkte fem narentinska skepp. Efter denna framgång avancerade Candiano in i Dalmatien, men den 18 september krossades hans styrkor i ett slag och Candiano dödades. Pietro I Candiano blev därmed den första dogen att dö i strid.
Efter kriget tvingades venetianarna betala tribut till narentinerna för rätten att resa och handla i den kroatiska delen av Adriatiska havet. Detta gjorde man ända fram till år 948, då krig på nytt bröt ut med narentinerna.